# 山浦栄
山浦 栄（やまうら さかえ、1937年6月20日 - ）は、長野県出身の日本の俳優。

## 略歴
身長166 cm。体重52 kg。
舞台芸術学院卒業。
太郎座、東映東京撮影所、宝井プロジェクトに所属していた。
東映の映画やドラマで警官や刑事を中心に多数の端役を演じた。

## 出演

### 映画
- 海軍（1963年） - 谷四ノ吉 役
- 続・図々しい奴（1964年） - 社員 役
- 孤独の賭け（1965年） - 布井 役
- 網走番外地シリーズ
  - 網走番外地（1965年）
  - 網走番外地 吹雪の斗争（1967年） - 書記 役
- いろ（1965年） - 新畑 役
- 地獄の波止場（1965年） - 吉 / 伊波 役
- 夜の牝犬（1966年） - いちはらの下足番 役
- 遊侠三代（1966年） - 運転手 役
- 三等兵親分（1966年） - 森田伍長 役
- 昭和残侠伝シリーズ
  - 昭和残侠伝 一匹狼（1966年） - 清七 役
  - 昭和残侠伝 死んで貰います（1970年） - 賭け場の客 役
  - 昭和残侠伝 吼えろ唐獅子（1971年） - 稲葉一家子分 役
  - 昭和残侠伝 破れ傘（1972年） - 天神の子分 役
- 男度胸で勝負する（1966年） - 横井 役
- 一万三千人の容疑者（1966年） - 刑事 役
- 侠客三国志 佐渡ケ島の決斗（1966年） - 三島祐吉 役
- 柳ヶ瀬ブルース（1967年） - 県庁職員 役
- 夜の手配師（1968年） - 労働者風の男 役
- 代貸（1968年） - 組合長 役
- 不良番長（1968年） - 社員 役
- 喜劇 “夫”売ります!!（1968年） - 使用人 役
- 夜の歌謡シリーズ 伊勢佐木町ブルース（1968年） - 子分 役
- 超高層のあけぼの（1969年） - 苗田構造設計課員 役
- 現代任侠道 兄弟分（1970年）
- 任侠興亡史 組長と代貸（1970年） - 刑事 役
- 新兄弟仁義（1970年） - 観音徳 役
- 捨て身のならず者（1970年）
- 日本ダービー 勝負（1970年） - 記者 役
- 新宿の与太者（1970年） - バーテン 役
- 暴力団再武装（1971年） - アンコ 役
- ギャング対ギャング 赤と黒のブルース（1972年） - 刑事 役
- 女囚さそりシリーズ
  - 女囚701号/さそり（1972年） - 警視庁巡査 役
  - 女囚さそり 第41雑居房（1972年） - 乗客 役
  - 女囚さそり 701号怨み節（1973年） - 児玉のマンションの刑事 役
  - 新・女囚さそり 特殊房X（1977年） - 患者 役
- 昭和極道史（1972年）
- やくざと抗争 実録安藤組（1973年） - バーの客 役
- 実録安藤組シリーズ - 刑事 役
  - 実録 私設銀座警察（1973年）
  - 安藤組外伝 人斬り舎弟（1974年）
  - 安藤昇のわが逃亡とSEXの記録（1976年）
- 非情学園ワル 教師狩り（1973年） - 新聞記者 役
- 海軍横須賀刑務所（1973年） - 看守 役
- 暴力街（1974年）
- 女必殺拳シリーズ（1974年） - 桜井正明 役
  - 女必殺拳
  - 女必殺拳 危機一発
- 直撃地獄拳 大逆転（1974年）
- 少林寺拳法（1975年）
- 大脱獄（1975年） - 刑事 役
- ウルフガイ 燃えろ狼男（1975年） - 客 役
- 新幹線大爆破（1975年） - 食堂車コック 役
- トラック野郎シリーズ
  - トラック野郎・御意見無用（1975年） - 運転手 役
  - トラック野郎・爆走一番星（1975年） - 台貫場の警官 役
  - トラック野郎・望郷一番星（1976年） - 運転手 役
  - トラック野郎・度胸一番星（1977年） - 警官 役
  - トラック野郎・男一匹桃次郎（1977年） - 教習所教官 役
  - トラック野郎・突撃一番星（1978年） - ストリップマネージャー 役
  - トラック野郎・一番星北へ帰る（1978年） - 一発屋 役[4]
  - トラック野郎・故郷特急便（1979年） - 結花のマネージャー 役
- 実録三億円事件 時効成立（1975年） - 刑事部屋の刑事 役
- お祭り野郎 魚河岸の兄弟分（1976年）
- 暴力教室（1976年）
- 男組 少年刑務所（1976年） - 医師 役
- 狭山裁判（1976年） - 石川六造 役
- 河内のオッサンの唄（1976年） - 山村組組員 役
- 新宿酔いどれ番地 人斬り鉄（1977年） - レストランのマネージャー 役
- 空手バカ一代（1977年） - ゴング係 役
- 犬神の悪霊（1977年）
- ボクサー（1977年）
- 人間の証明（1977年） - 刑事 役
- 処女監禁（1977年） - 刑事 役
- 多羅尾伴内（1978年）
- 野性の証明（1978年） - 羽代署刑事 役
- 悪魔が来りて笛を吹く（1979年） - 植木職人 役
- 白昼の死角（1979年） - 刑事 役
- 暴力戦士（1979年） - 警官 役
- 動乱（1980年）
- さらば、わが友 実録大物死刑囚たち（1980年） - 新聞記者 役
- 大日本帝国（1982年） - 下町の旦那 役
- 唐獅子株式会社（1983年） - 看守 役
- 天国の駅 HEAVEN STATION（1984年） - 地元の刑事 役
- 玄海つれづれ節（1986年） - 園部 役
- 別れぬ理由（1987年） - 中年会員 役
- はいからさんが通る（1987年）
- 略奪愛（1991年）
- 赤と黒の熱情（1992年）
- 平成金融道 裁き人（1999年） - 裁判官 役
- 金融腐蝕列島〔呪縛〕（1999年）
- 黄泉がえり（2003年） - 山中国光 役
- デコトラの鷲シリーズ
  - デコトラの鷲 祭りばやし（2003年）
  - デコトラの鷲 火の国熊本親子特急便（2008年）
- 穴（2004年）
- 容疑者 室井慎次（2005年） - 野口浩太郎 役
- 真夜中の少女たち（2006年）
- 大決戦!超ウルトラ8兄弟（2008年） - ダイゴの祖父 役
- 禅 ZEN（2009年）
- 僕と妻の1778の物語（2011年） - 朔太郎の父 役
- スパルタの海（2011年）

### テレビドラマ

#### NHK
- 大河ドラマ
  - 翔ぶが如く 第28話「江戸開城」（1990年） - 親分 役
  - 太平記（1991年）
    - 第7話「悲恋」・第8話「妖霊星」・第11話「楠木立つ」・第19話「人質」・第22話「鎌倉炎上」・第46話「兄弟の絆」・第48話「果てしなき戦い」 - 重臣 役
    - 第14話「秋霧」 - 足利軍の武将 役
    - 第32話「藤夜叉死す」・第34話「尊氏追討」・第37話「正成自刃」・第38話「一天両帝」 - 足利家臣 役

  - 信長 KING OF ZIPANGU 第8話「鬼の栖」（1992年）
- 連続テレビ小説
  - ファイト（2005年） - 旅館の客 役
  - つばさ（2009年） - お年寄り 役
- 天てれドラマ エリーの黒電話（2007年、NHK教育）
- ラストマネー -愛の値段-（2011年） - カトウギトクハル 役

#### NTV（日本テレビ）
- ゴールドアイ（1970年）
  - 第2話「脱獄12時間」
  - 第7話「姿なき殺人者」
  - 第21話「大金塊密輸団」
- 消えた巨人軍（1978年） - 新幹線車掌 役
- 大激闘マッドポリス'80（1980年）
  - 第2話「No.1抹殺計画」
  - 第9話「殺人刑務所」
  - 第13話「スカイライダー大作戦」
- 特命刑事（1980年）
  - 第5話「小さな亡命者」
  - 第7話「逃亡地帯」
- 火曜サスペンス劇場
  - 「たそがれに標的を撃て」（1982年）
  - 「青い幸福」（1983年）
  - 「三年目の誤算」（1986年）
  - 「盗聴する女」（1986年）
  - 弁護士・高林鮎子
    - 第2作「L特急あずさ19号」（1987年）
    - 第4作「信州飯田線殺意の天竜峡」（1988年） - 検視官 役
    - 第6作「船岡発普通列車 無縁坂の女」（1989年） - 刑事 役
    - 第8作「北の旅、殺意の雫石」（1990年） - 南戸塚署刑事課長 役
    - 第10作「博多－札幌殺人ルート」（1992年） - 村山卓司 役
    - 第12作「L特急あずさ13号の女」（1993年） - 青島 役
    - 第15作「飛騨高山の女」（1994年） - 管理人 役
    - 第18作「西の旅 長崎の殺人」（1996年） - タクシー運転手 役
    - 第20作「豊肥本線早春の死角」（1997年） - 捜査員 役
    - 第21作「上毛高原逆流の殺意」（1997年） - 登山の夫婦 役
    - 第26作「雲仙長崎旅路の果て」（2000年） - 住職 役

  - 監察医・室生亜季子
    - 第5作「高価すぎた情事」（1988年） - 掃除の男 役
    - 第7作「もう一つの指紋」（1989年） - 記者 役
    - 第8作「熱い凍死」（1990年） - 冷凍会社社員 役
    - 第9作「震える川」（1990年）
    - 第10作「顔の無い白骨死体」（1991年）
    - 第20作「拳銃」（1996年）

  - 女動物医事件簿 第2作「炎を吐いた猫」（1991年）
  - おかしな夫婦
    - 第1作「デパートから盗まれた一枚の水中写真、川底から聞こえる死者の叫び」（1995年）
    - 第2作「雪の諏訪湖山中ケモノ道写真にうつった謎の光る物体」（1996年）

  - 絆（1996年）
  - 街の医者・神山治郎 第1作「輸血ミス」（2001年）
- 木曜ゴールデンドラマ / 冬かもめ心中（1986年）
- 水曜グランドロマン / 交通刑務所の朝（1989年）
- 土曜ドラマ / 瑠璃の島（2005年）
- 水曜ドラマ / 曲げられない女（2010年） - 特別養護老人ホームの入居者 役
- 木曜ミステリーシアター / たぶらかし-代行女優業・マキ-（2012年） - 金井宏 役
- BAD BOYS J（2013年）

#### TBS
- キイハンター
  - 第6話「影のメロディー」（1968年）
  - 第11話「パリから来た大泥棒」（1968年）
  - 第18話「新ギャング同盟」（1968年）
  - 第34話「墓を掘る殺し屋たち」（1968年）
  - 第53話「皆殺しの標的」（1969年）
  - 第80話「暗闇のドッキリ大作戦」（1969年）
  - 第85話「おれの葬式は100万$」（1969年）
  - 第105話「世界殺人集団 南国の決斗」（1970年）
  - 第112話「サイコロGメン危機一髪」（1970年）
  - 第132話「日本アルプス 大追跡作戦」（1971年1）
  - 第141話「殺し屋大統領お手やわらかに!」（1971年）
  - 第147話「暗殺団と強盗団スキーで珍道中」（1971年）
  - 第150話「殺人スコッチ2日酔作戦」（1971年）
  - 第158話「現金と舌を切られた女」（1971年）
  - 第186話「さらば縛り首の木の下に立つ女」（1971年）
  - 第189話「殺されに来た金色の眼の女」（1971年）
  - 第192話「亡霊が招く華麗な墓場」（1971年）
  - 第193話「情無用現金に手を出すな!」（1971年）
  - 第203話「突撃! ニッポン どぶねずみ強盗団」（1972年）
  - 第209話「がい骨は赤と緑のパンツが大好き!」（1972年）
  - 第211話「オー! 右も左も爆弾でござんす」（1972年）
  - 第214話「SOS殺し屋の女王陛下」（1972年）
  - 第217話「100万ドル奪回大捜査網」（1972年）
  - 第218話「ブラジル農協ギャング捕物帳」（1972年）
  - 第220話「大追跡! 殺しのしのび逢い」（1972年）
  - 第240話「危機一発! 死の接吻作戦」（1972年）
  - 第245話「エロチカ! 口紅殺人事件」（1972年）
  - 第257話「世界のギャング日本上陸」（1973年）
- アイフル大作戦（1973年）
  - 第5話「奇々怪々! 鬼刑事初恋事件」
  - 第28話「死刑実験 マンション空室あり!」
  - 第31話「メロメロ! お色気大作戦」
- ブラザー劇場 / 刑事くん
  - 第2部
    - 第7話「お婆ちゃんの夢」（1973年）
    - 第13話「白鳥は強くはばたく」（1973年）
    - 第22話「一人と一ぴき」（1973年）
    - 第42話「君の涙は見たくない」（1974年）

  - 第3部（1975年）
    - 第15話「涙でファイト」
    - 第22話「少年探偵団SOS」
- バーディー大作戦
  - 第1話「連続ピストル強盗団」（1974年）
  - 第3話「ギャング対Gメン盗聴作戦」（1974年）
  - 第4話「シャレコウベは女の顔!」（1974年）
  - 第10話「吸血ワラ人形の大予言」（1974年）
  - 第17話「殺人鬼の見合い結婚!」（1974年）
  - 第18話「キャーッ! 死体が訪ねて来た」（1974年）
  - 第21話「刑事ボロンボ 花嫁交換殺人事件」（1974年）
  - 第25話「結婚サギ師の華麗な冒険」（1974年）
  - 第27話「レディ㊙︎大作戦」（1974年）
  - 第28話「おんな死刑執行人」（1974年）
  - 第36話「追出刑事暗殺計画!」（1975年）
  - 第39話「連続殺人! 女の事件簿」（1975年）
  - 第41話「全員! 覗き盗聴開始!」（1975年）
  - 第43話「電話で人を殺す方法」（1975年）
  - 第45話「サラリーマン現金強盗団」（1975年）
  - 第50話「神出鬼没! おしゃれ泥棒」（1975年）
  - 第51話「午前零時13分の完全犯罪」（1975年）
- Gメンシリーズ
  - Gメン'75
    - 第1話「エアポート捜査線」（1975年） - 空港税関職員 役
    - 第3話「警官殺し!」（1975年） - 取引グループメンバー 役
    - 第6話「コルト自動拳銃1911A1」（1975年） - 取引グループメンバー 役
    - 第9話「ニセ関屋警部補」（1975年） - 城南署捜査課刑事 役
    - 第11話「ピストル市場」（1975年） - ノミ行為実行犯 役
    - 第12話「漂流死体」（1975年） - 科学警察研究所技官 役
    - 第13話「バスストップ」（1975年） - TVワイドショー司会者 役
    - 第16話「Gメン皆殺しの予告」（1975年） - 天和銀行行員 役
    - 第18話「警察の中のギャング」（1975年） - 天和銀行行員 役
    - 第20話「背番号3長島対Gメン」（1975年）
    - 第22話「警視庁殺人課」（1975年） - 警視庁鑑識課員 役
    - 第25話「助教授と女子大生殺人事件」（1975年） - 鑑識課員 役
    - 第29話「死刑結婚式」（1975年） - 刑事 役
    - 第30話「追跡と逃亡! 石狩挽歌」（1975年） - 八木書店主人 役
    - 第31話「男と女のいる特急便」（1975年） - 埼玉県警検問隊警官 役
    - 第32話「死んだはずの女」（1975年） - 鑑識課員 役
    - 第33話「1月3日 関屋警部補・殉職」（1976年） - 刑事 役
    - 第34話「警視庁の中のスパイ」（1976年） - 警視庁捜査四課刑事 役
    - 第39話「ギャングに呼ばれた刑事」（1976年） - 競艇場の客 役
    - 第42話「殺人の条件」（1976年） - 中原署捜査課刑事 役
    - 第44話「警視庁警視の妻の犯罪」（1976年） - 海部警視の同期生 役
    - 第46話「白バイ警官連続射殺事件」（1976年） - 中原署捜査課刑事 役
    - 第48話「刑事・その恩師の殺意」（1976年） - 所轄署捜査課刑事 役
    - 第50話「湯の町午前0時の殺人」（1976年） - 飯板署捜査課刑事 役
    - 第51話「刑事訴訟法47条 女子大生ジャック」（1976年） - 東都警備ガードマン 役
    - 第54話「密航船」（1976年） - 横浜税関職員 役
    - 第56話「魚の眼の恐怖」（1976年） - 鑑識課員 役
    - 第57話「刑法第十一条 絞首刑・その後」（1976年） - 所轄署捜査課刑事 役
    - 第58話「樹海に消えた白骨死体」（1976年） - 科学警察研究所技官 役
    - 第59話「東京－沖縄 縦断捜査網」（1976年） - 所轄署捜査課刑事 役
    - 第63話「拳銃を撃てない警官」（1976年） - 警官 役
    - 第64話「逃亡刑事」（1976年） - 警視庁刑事 役
    - 第65話「真夏の夜の連続女性殺人事件」（1976年） - 警視庁捜査一課刑事 役
    - 第67話「部長刑事暗殺」（1976年） - 科学警察研究所技官 役
    - 第70話「ルンペン 銀行襲撃事件」（1976年）
    - 第76話「幻の女」（1976年） - 山岡代議士の秘書 役
    - 第79話「24,749の遺体」（1976年） - 所轄署捜査課刑事 役
    - 第82話「刑法240条 強盗殺人罪」（1976年） - 天神森交番巡査 役
    - 第83話「師走－スリも走る刑事も走る」（1976年） - 所轄署捜査課刑事 役
    - 第85話「77元旦デカ部屋ぶっ飛ぶ!」（1977年） - 携帯品一時預かり所係員 役
    - 第86話「パリ警視庁の五百円紙幣」（1977年） - 三億円強奪事件特捜本部捜査員 役
    - 第87話「冬のパリの殺し屋」（1977年） - 三億円強奪事件特捜本部捜査員 役
    - 第91話「逃亡者」（1977年） - 西浜署捜査課刑事 役
    - 第93話「29の死神の手紙」（1977年）
    - 第95話「殺人完了電話」（1977年） - 鑑識課員 役
    - 第98話「女子大生の中のニセ刑事」（1977年） - 鑑識課モンタージュ係 役
    - 第100話「北の国から来た遺骨」（1977年） - 上野駅構内の警官 役
    - 第101話「切り裂きジャック連続殺人事件」（1977年）
    - 第103話「また逢う日まで響圭子刑事」（1977年） - 鑑識課員 役
    - 第105話「香港－マカオ警官ギャング」（1977年） - 中原署捜査課刑事 役
    - 第108話「ヌードモデル殺人事件」（1977年） - 酔っぱらい 役
    - 第110話「警視庁宮ノ森交番のトリック」（1977年） - 大高署捜査課刑事 役
    - 第112話「宇宙食の恐怖」（1977年） - 所轄署刑事 役
    - 第114話「極秘捜査 赤ちゃん誘拐!」（1977年） - 平戸署刑事 役
    - 第117話「日本降伏32年目の殺人」（1977年） - 長崎県警刑事 役
    - 第118話「黒人兵カービン銃乱射事件」（1977年） - 所轄署刑事 役
    - 第120話「覗かれた女の部屋」（1977年） - 所轄署刑事 役
    - 第121話「パトロール警官と女性連続殺人の謎」（1977年）
    - 第129話「警察犬と女刑事」（1977年） - 所轄署刑事 役
    - 第131話「少女餓死」（1977年） - 新聞記者 役
    - 第133話「死体の首を折る男」（1977年）
    - 第137話「'78新春大脱獄!」（1978年） - 捜査員 役
    - 第138話「復顔術」（1978年） - 小笠原信夫 役
    - 第144話「雪原に消えた13人の乗客」（1978年）
    - 第145話「北極回りSK980便」（1978年） - 捜査員 役
    - 第150話「刑事の家を壊す男たち」（1978年） - タクシー運転手 役
    - 第152話「女だけの通夜」（1978年） - 建築課査察官 役
    - 第155話「浴槽に浮かんだ死体」（1978年） - 興栄商事社員 役
    - 第156話「女子大生誘拐!」（1978年） - 裁判所執行官 役
    - 第162話「女子大生と警官の異常な関係」（1978年） - 刑事 役
    - 第163話「首のない女の人形」（1978年） - 刑事 役
    - 第165話「ジープに乗った悪魔」（1978年） - 所轄署刑事 役
    - 第167話「交通違反者の復讐」（1978年） - 所轄署刑事 役
    - 第168話「夏祭りの夜の惨劇」（1978年） - 守衛 役
    - 第171話「太平洋捜査網」（1978年） - 海上保安庁職員 役
    - 第174話「母ちゃんは地獄へ行け!」（1978年） - TV局ディレクター 役
    - 第178話「速水刑事を射つ男たち」（1978年）
    - 第179話「警察署長室ジャック」（1978年） - 宮坂署新町交番の警官 役
    - 第182話「赤ちゃん盗難事件」（1978年）
    - 第185話「津軽海峡を渡る片足の男」（1978年）
    - 第192話「バラバラ殺人事件」（1979年） - 現場鑑識係員 役
    - 第195話「プロ野球殺人事件」（1979年）
    - 第197話「非行少女ミキ」（1979年） - 早川ミキの父親 役
    - 第198話「パレットナイフの殺人」（1979年） - ハンター 役
    - 第199話「土曜日にネズミを殺せ!」（1979年）
    - 第210話「出刃包丁を持った男」（1979年） - 所轄署刑事 役
    - 第212話「変質者」（1979年）
    - 第213話「ニューカレドニアの逃亡者」（1979年）
    - 第229話「暴走トラック殺人ゲーム」（1979年） - 個人タクシー運転手 役
    - 第235話「師走のトリック殺人」（1979年） - 捜査一課捜査員 役
    - 第239話「親を撃ち殺す子供たち」（1979年）
    - 第243話「奇妙な男と女のギャング」（1980年） - 港信用金庫ガードマン 役
    - 第269話「少年とギャングの自転車レース」（1980年） - 京北信用金庫守衛 役
    - 第275話「警官の妻たちの連続殺人」（1980年）
    - 第285話「満月の夜 女の血を吸う男」（1980年） - 解剖医 役
    - 第298話「ヌードカメラマン殺人事件」（1981年） - 宮前署刑事課刑事 役
    - 第306話「サヨナラGメンの若き獅子たち!」（1981年） - 城西署中央派出所・大岡巡査 役
    - 第315話「独房の中の花嫁」（1981年） - 浄土崎署捜査課刑事 役
    - 第318話「女の裏窓24時間PART2」（1981年） - 氷屋配達人 役
    - 第327話「マイホーム親と子の殺し合い事件」（1981年） - 西多摩署警官 役
    - 第331話「新GメンVSニセ白バイ軍団」（1981年） - 副総監狙撃特別捜査本部・捜査員 役
    - 第333話「悪魔を呼ぶ子供」（1981年） - 河野源三 役
    - 第337話「荒れる中学生終電車殺人事件」（1981年） - 電車の車掌 役
    - 第341話「サンタクロース殺人事件」（1981年） - パトロール警官 役
    - 第342話「ストッキング絞殺事件」（1981年） - 城西署捜査課捜査主任 役
    - 第347話「生き返った5年前の死体」（1982年） - 城西署部長刑事 役
    - 第348話「生き返った5年前の死体! PARTII」（1982年） - 城西署部長刑事 役
    - 第352話「野良犬コロの殺人」（1982年） - 刑事 役
    - 最終話「サヨナラGメン★75 また逢う日まで」（1982年）

  - Gメン'82（1982年）
    - 第3話「奥様族の密室殺人」
    - 第12話「白バイVSカーアクション殺人事件」 - 警官 役
    - 第13話「赤いサソリVS香港少林寺」 - 香港刑務所看守 役
    - 第15話「現金輸送車の殺人ドライブ」 - 警備員 役
    - 第16話「花嫁強盗団」 - 鑑識課員 役
- 人間の証明（1978年）
- 野性の証明（1979年） - 板長 役
- 二百三高地 愛は死にますか（1981年）
- ザ・サスペンス
  - 「柿ノ木坂の首吊り殺人事件」（1982年）
  - 「女囚第3監房の脱走」（1982年）
  - 「妻は告白する 女の体の中には自分でも気づかない魔性がいた!」（1983年） - 陪審員 役
  - 「回転ドアの女」（1984年）
  - 「宣告」（1984年）
- スーパーポリス（1985年）
  - 第6話「密室 女はそれを?ガマンできない!!」
  - 第10話「フラッシュダンス殺人事件」
- 赤い秘密（1985年）
- 美空ひばり物語（1989年）
- 新幹線物語'93夏（1993年）
  - 第1話「女性パーサー定発」
  - 最終話「拝啓! のぞみ号様」
- HOTEL
  - HOTEL スペシャル'93秋 「姉さん信じられません 東京-長崎あの新婚旅行の出来事」（1993年）
  - HOTEL シーズン4 第3話「歓迎ホームレス様」（1995年） - ホームレス 役
  - HOTEL シリーズ in ハワイ 第1話「姉さんハワイに転勤です!!」（1998年）
- 月曜ドラマスペシャル → 月曜ミステリー劇場
  - 「五つの顔の変装刑事 右京警部補ファイルE」（1996年）
  - 探偵 左文字進 第2作「汚れた勲章」（2000年） - 長嶺理一郎 役
  - ミステリー作家・桜田桃子の冒険 第1作「極妻になるのはイヤと結婚式から逃げた花嫁が見た隣室の男女2組の奇妙な行動!」（2000年）
  - 駅前タクシー湯けむり事件案内 第2作「客は初恋の女!!」（2004年） - 料亭「隅田川」の親方 役
  - やとわれ女将 菊千代の事件簿 第2作「熱海温泉」（2005年） - 斉藤 役
  - 「横山秀夫サスペンス 真相」（2005年） - 篠田 役
- ドラマ30
  - またのお越しを（2003年） - 秋山総一 役
  - ヤ・ク・ソ・ク（2005年）
- 今夜ひとりのベッドで（2005年）
- SPEC〜警視庁公安部公安第五課 未詳事件特別対策係事件簿〜（2010年） - 中山和紀 役
- 最高の人生の終り方〜エンディングプランナー〜（2012年）

#### CX（フジテレビ）
- 新宿警察 第11話「殺しの録音テープ」（1975年）
- 騎馬奉行 第16話「殺人予告! 地獄からの挑戦」（1980年）
- 吉田茂（1983年）
- ライオン午後のサスペンス / 私は許さない（1984年）
- 金曜女のドラマスペシャル → 男と女のミステリー
  - 「愛の終着駅」（1984年）
  - 女優 夏木みどりシリーズ 第1作「モンロー殺人事件」（1988年）
  - 黒の斜面（1989年）
- スケバン刑事
  - スケバン刑事 第8話「女高生モデル殺人事件」（1985年）
  - スケバン刑事II 少女鉄仮面伝説 第18話「サキ、男子校入学!? ツッパリ・ハイスクール!!」（1986年）
- 月曜ドラマランド
  - ゲゲゲの鬼太郎（1985年）
  - 包丁人味平（1986年）
- JOCX MIDNIGHT→JOCX-TV PLUS+
  - 愛人ヨーコの遺書（1988年）
  - 新入社員物語 オフィスティケイテッドレイディース（1990年） - 営業第一課 役
- 花のあすか組! 第20話「金貨を返せ! だまされたあすか」（1988年）
- 白旗の少女（1990年）
- 関西テレビ制作・月曜夜10時枠の連続ドラマ
  - 森村誠一サスペンス / 喪中欠礼（1990年）
  - 不思議サスペンス
    - 「秘密箱からくり箱・殺した女」（1991年）
    - 「姿のない尋ね人」（1992年）
- DRAMADAS（1990年）
  - 極道の息子たち
  - ここから先は戦争です 最終話「再会」
- 木曜劇場
  - しゃぼん玉 第4話「あのころに戻りたい」（1991年）
  - 任侠ヘルパー（2009年） - 西郷隆 役
  - BOSS 2ndシーズン（2011年）
  - 東野圭吾ミステリーズ（2012年）
- 大人は判ってくれない 第5話「あいつがヒーロー」（1992年）
- 明るい家庭のつくり方（1992年）
- 世にも奇妙な物語
  - 「いいかげん」（1992年）
  - 「非常識宴会」（1993年） - 得意先のオヤジ 役
  - 「ある朝パニック」（1994年）
  - 「来世不動産」（2012年） - 老人 役
- FIRE BOYS 〜め組の大吾〜（2004年） - 消防団員 役
- HERO 特別編（2006年） - 鴨井修治 役
- ハチワンダイバー（2008年）
- 婚カツ!（2009年） - 老人 役
- ギルティ 悪魔と契約した女（2010年）
- リーガル・ハイ（2012年）
- リッチマン、プアウーマン（2012年）
- 遅咲きのヒマワリ〜ボクの人生、リニューアル〜（2012年）
- 海の上の診療所（2013年） - 修一おじいちゃん 役

#### NET→ANB→EX（テレビ朝日）
- 空手三四郎（1965年 - 1966年）
- 特別機動捜査隊
  - 第266話「日曜日の死角」（1966年）
  - 第424話「北海道を捜せ」（1969年） - 刑事 役
  - 第631話「大爆発」（1973年） - 患者 役
  - 第742話「競馬人生」（1976年） - 長谷部 役
- 非情のライセンス
  - 第1シリーズ
    - 第1話「兇悪の門」（1973年）
    - 第21話「兇悪のメロディー」（1973年） - 男 役
    - 第44話「兇悪の野良犬」（1974年）

  - 第2シリーズ
    - 第20話「兇悪の純愛」（1975年） - 俳優 役
    - 第53話「兇悪の無実」（1975年） - 夫 役
    - 第72話「兇悪の密告」（1976年） - 医局員 役
    - 第85話「兇悪の刑事」（1976年） - 運転手 役
    - 第94話「兇悪の判決」（1976年） - 看守 役
    - 第105話「美智子」（1976年） - 刑事 役
    - 第108話「未練心」（1976年） - 刑事 役
    - 第121話「強姦」（1977年） - 刑事 役
- 旗本退屈男
  - 第2話「囮りあみ」（1973年）
  - 第11話「十字の謎」（1973年）
  - 第22話「潮風に紅い血が騒ぐ」（1974年）
- 特捜最前線
  - 第8話「愛と復讐の銃弾」（1977年）
  - 第20話「刑事を愛した女」（1977年）
  - 第33話「虐殺・父に捧げる挽歌」（1977年）
  - 第34話「コルト22口径の沈黙」（1977年）
  - 第40話「初指令・北北東へ急行せよ!」（1978年）
  - 第53話「背番号のない刑事!」（1978年）
  - 第65話「深夜DJ・情死を売る女!」（1978年）
  - 第70話「スパイ衛星が落ちた海!」（1978年）
  - 第82話「望郷殺人カルテット!」（1978年）
  - 第95話「爆破魔・傷だらけのアイドル!」（1978年）
  - 第111話「ラジオカセットのある殺人風景!」（1979年）
  - 第116話「真夜中のデッドアングル!」（1979年）
  - 第121話「マニキュアをした弁護士!」（1979年）
  - 第125話「亡霊・帰って来た幽子!」（1979年）
  - 第139話「消えた子連れ刑事!」（1979年）
  - 第152話「手配107・凧をあげる女!」（1980年）
  - 第162話「窓際警視の靴が泣く!」（1980年）
  - 第182話「海の底から来た目撃者!」（1980年）
  - 第204話「19才の犯罪日記!」（1981年）
  - 第210話「特命ヘリ102応答せず!」（1981年）
  - 第228話「通り魔・あの日に帰りたい!」（1981年）
  - 第236話「深夜便の女!」（1981年）
  - 第261話「ニューナンブ38口径!!」（1982年）
  - 第271話「雨の夜の殺人風景!」（1982年）
  - 第285話「自供・檻の中の天使!」（1982年）
  - 第293話「木枯らしの街で!」（1982年）
  - 第296話「カーリーヘアの女!」（1983年）
  - 第353話「特別病棟の女!」（1984年）
  - 第373話「呪われた死者の呼ぶ声!」（1984年）
  - 第384話「偽装結婚・マトリョーシカを持つ女!」（1984年）
  - 第417話「誘拐ルート・5時間の追跡!」（1985年）
  - 第429話「OL暴行・3分間のミステリー!」（1985年）
  - 第439話「美しい狙撃者! 殺意を呼ぶマネーゲーム!」（1985年）
  - 第452話「暴走・ロード募金殺人行?!」（1986年）
  - 第476話「単身赴任誘拐事件・窓際族の身代金!」（1986年）
  - 第490話「連続誘拐・心臓移植の少女!」（1986年）
  - 第501話「退職刑事船村II・仏」（1987年）
- がんばれ!レッドビッキーズ 第5話「突っ込めペロペロ」（1978年） - 田島雄次 役
- 鉄道公安官 第2話「裏切りの北帰行」（1979年）
- 燃えろアタック 第29話「決戦! インターハイ」・第30話「戦った そして日本一は!?」（1979年）
- 爆走! ドーベルマン刑事（1980年）
  - 第5話「アレックス・完全犯罪に挑戦!」
  - 第12話「アレックス 零下20度からの脱出」
  - 第14話「決死の追跡48時間」
- 傑作推理劇場 / 殺意（1980年）
- 警視庁殺人課 第1話「復讐のバラード」（1981年）
- ドラマ・人間（1981年）
  - 「名古屋・女子大生誘拐殺人事件」
  - 「横浜米軍機墜落事件」
- 土曜ワイド劇場
  - 変装探偵 第2作「殺人鬼の赤い靴が歩く」（1982年）
  - 「家路の果て」（1985年）
  - 密会の宿
    - 第2作「消し忘れたビデオの女」（1986年）
    - 第5作「家元争いの陰に女たちの艶やかな謀略が舞う」（1989年）
    - 第8作「女と男の殺人ドライブ」（1993年）

  - 「富士山麓殺人事件」（1987年）
  - 西村京太郎トラベルミステリー
    - 第13作「日本海殺人ルート」（1988年）
    - 第19作「L特急踊り子号殺人事件」（1991年） - タクシー運転手 役

  - 女弁護士 朝吹里矢子
    - 第10作「軽井沢、白と黒の同窓会!」（1988年）
    - 第12作「相続放棄の謎」（1991年）
    - 第13作「選ばれた“衝動殺人”」（1992年）

  - 大密室殺人事件 第2作「越後七浦殺人海岸」（1991年） - 中里の借家の大家 役
  - 終着駅シリーズ
    - 第4作「碧の十字架」（1994年） - 熱帯魚店店主 役
    - 第5作「誇りある被害者」（1996年） - アパート管理人 役

  - 高橋英樹の船長シリーズ 第10作「太平洋殺意のうず潮」（1998年）
  - 「京都・在原業平殺人事件」（1999年）
  - 探偵事務所 第5作「哀しき逃亡者」（1999年） - 別府中央警察署署長 役
  - 終着駅の牛尾刑事VS事件記者・冴子 第14作「喪中欠礼」（2014年）
- 大都会25時 第3話「プッツン娘が見ていた」（1987年）
- ベイシティ刑事 第4話「チャイナタウンの女」（1987年）
- 火曜スーパーワイド → 火曜ミステリー劇場
  - 「万歳! 奇蹟の赤ちゃん出産」（1988年）
  - 西村京太郎スペシャル 第2作「十津川警部の対決」（1991年）
  - 「カラオケ教室殺人事件 日本海おんなが消えた歌の旅」（1991年）
- はぐれ刑事純情派
  - 第1シリーズ 第16話「女性歌手は殺人者?」（1988年）
  - 第2シリーズ 第7話「過剰防衛の女」（1989年）
  - 第4シリーズ 第9話「整形美容・人妻の復讐」（1991年）
  - 第5シリーズ 第7話「虚栄の果て・山の手夫人の完全犯罪!?」（1992年）
  - 第6シリーズ 第25話「向日葵の髪飾りの女・指紋のない凶器」（1993年）
  - 第7シリーズ 第4話「母性の殺意! 女刑事の怒りと悲しみ」（1994年）
  - 第9シリーズ 第16話「謎の白昼強盗! 婚約破棄の女」（1996年）
  - 2003年スペシャル（2003年） - 患者 役
- さすらい刑事旅情編
  - IV 第9話「水郷の花嫁・過去を捨てた女」（1991年）
  - V 第10話「恋人を襲った女? 山手線の殺意」（1992年）
- 木曜ドラマ
  - 味いちもんめ 第2シリーズ 第5話「京都追放!! 悟の涙」（1996年）
  - 流れ板七人 第1話「さらば恋人・函館料理対決」、第10話「春を呼べ! 最後の包丁勝負」（1997年）
  - おいしいごはん 鎌倉・春日井米店（2007年）
  - 交渉人〜THE NEGOTIATOR〜（2008年）
- はみだし刑事情熱系
  - PART1 第10話「凶弾! 涙の逃亡者」（1996年）
  - PART2 第11話「首都圏大パニック! 不連続殺人予告の謎!?」（1997年）
  - PART4 第5話「哀しき殺人メール! 涙の叫びは届くのか」（1999年）
- 金曜ナイトドラマ / ミステリー民俗学者 八雲樹（2004年）

#### 12ch→TX（テレビ東京）
- プレイガール
  - 第23話「くれない追撃作戦」（1969年）
  - 第33話「ギャング子守唄」（1969年）
  - 第48話「白銀の追跡者」（1970年）
  - 第51話「女は体で勝負する」（1970年）
  - 第82話「女はきわどく勝負する」（1970年）
  - 第93話「死んで肌身が咲くものか」（1971年）
  - 第103話「いじめて愛して」（1971年）
  - 第119話「恐怖の来訪者」（1971年）
  - 第209話「猟奇世界一の女」（1973年）
  - 第231話「朝は裸と別れのとき」（1973年）
  - 第232話「あゝ! もっと私を悪魔にして」（1973年）
  - 第258話「女は裸で一発勝負」（1974年）
  - 第259話「女心を人質に」（1974年）
  - 第262話「金があれば年の差なんて!」（1974年）
  - 第279話「トルコ嬢殺人事件」（1974年）
- 江戸川乱歩シリーズ 明智小五郎（1970年）
  - 第11話「復讐鬼 黄金仮面」
  - 第25話「白昼夢 殺人金魚」
- ザ・スーパーガール
  - 第7話「女囚脱獄 女体に仕掛けた罠」（1979年）
  - 第17話「女囚脱獄 復讐に燃えた女体」（1979年）
  - 第25話「さらば女豹 女がすべてを賭ける時」（1979年）
  - 第33話「人妻蒸発 裏切りの肌は燃えて」（1979年）
  - 第34話「人妻告白 二人の夫を持つ女」（1979年）
  - 第39話「人妻売春 秘密クラブの黒い罠」（1979年）
  - 第44話「夜の手配師 女は月曜に嘘をつく」（1980年）
  - 最終話「時限爆弾 タイムリミット1分前」（1980年）
- ミラクルガール（1980年）
  - 第1話「プロ野球のエースを救え 殺人鬼の標的」
  - 第15話「赤いスポーツカーの誘拐殺人」
- 刑事追う!（1996年）
  - 第2話「同期生」
  - 第21話「発砲」
- 女と愛とミステリー / 監察医・篠宮葉月 死体は語る 第4作「実業家転落死で見落とされた食道の傷! 松本〜穂高 疑われた元刑事の娘」（2004年） - 昌江の父 役

### 特撮
- キャプテンウルトラ（1967年、TBS）
  - 第13話「まぼろし怪獣ゴースラーあらわる!!」 - 宇宙ステーション隊員 役
  - 第15話「コメット怪獣ジャイアンあらわる」 - 警官 役
  - 第21話「電波怪物ラジゴン星人あらわる!!」 - 記者 役
- 忍者ハットリくん+忍者怪獣ジッポウ（NET）
  - 第3話「変な家でござる」（1967年） - 詐欺師 役
  - 第17話「危機一髪人助けでござる」（1967年） - 会議出席者 役 ※ノンクレジット
  - 第23話「それは、ジッポウ君卑怯でござる」（1968年） - パパの同僚 役 ※ノンクレジット
- ジャイアントロボ（NET）
  - 第3話「宇宙植物サタンローズ」（1967年） - 喫茶店の客 役 ※ノンクレジット
  - 第9話「電流怪獣スパーキィ」（1967年） - 田村邦男（BF団団員） 役
  - 第10話「改造人間」（1967年） - タクシー運転手（改造人間） 役 ※ノンクレジット
  - 第14話「怪物鉄の牙」（1968年） - ユニコーン中国支部隊員 役
  - 第24話「細菌虫ヒドラゾーン」（1968年） - ユニコーン隊員 役 ※ノンクレジット
  - 第25話「宇宙吸血鬼」（1968年） - 吉川隊員 役
- 河童の三平 妖怪大作戦 第24話「怪異半獣仙人」（1969年、NET） - 村人 役
- 超人バロム・1（1972年、YTV）
  - 第10話「地震魔人モグラルゲ」 - 受付 役
  - 第24話「魔人ウデゲルゲは神社で呪う」 - 村人 役
- 仮面ライダーシリーズ（MBS）
  - 仮面ライダー 第81話「仮面ライダーは二度死ぬ!!」（1972年） - ショッカー科学者 役
  - 仮面ライダーV3 第1話「ライダー3号 その名はV3!」（1973年） - 救急隊員 役
  - 仮面ライダーストロンガー 第12話「決闘! ストロンガーの墓場!?」（1975年） - 通行人 役
  - スカイライダー（1980年）
    - 第19話「君も耳をふさげ! オオカミジン 殺しの叫び」 - 医師 役
    - 第38話「来たれ城茂! 月給百万円のアリコマンド養成所」 - 面接官 役
    - 第46話「怪談シリーズ くだける人間! 鏡の中の恐怖」 - 運転手[5] 役

  - 仮面ライダースーパー1（1981年）
    - 第13話「見つけたり! 必殺"梅花"の技」 - 酔っ払い 役
    - 第36話「ハサミ怪人のチョキンチョキン作戦!!」 - 警官[6] 役

  - 仮面ライダーBLACK 第27話「火を噴く危険道路」（1988年） - 医師[7] 役
  - 仮面ライダーBLACK RX（1989年）
    - 第23話「ブタになったRX」 - 患者 役
    - 第27話「水のない世界」 - 医師 役
- がんばれ!!ロボコン（NET）
  - 第14話「ガッツラコ! 天まであがれロボ根性」（1975年） - 獅子舞のメンバー 役
  - 第35話「エホホン我輩は天才である」（1975年） - 電子計算室社員 役
  - 第56話「キリカッカ!! おいらばかりがなぜ悪い」（1975年） - ガソリンスタンドの店員 役
  - 第73話「ゲバリキュン!! どうかおいらを追い出して」（1976年） - 職安の職員 役
  - 第95話「キンキララ!! 流れ星をさがしたぞ!!」（1976年） - 運転手 役
- 宇宙鉄人キョーダイン（1976年、MBS）
  - 第3話「決戦! タンクーダ大暴れ」 - ロボ兵の声 ※山蒲栄と誤記
  - 第14話「大ピンチ! 不滅要塞からの脱出」 - 鈴木 役
  - 第26話「怪奇!! 猫にされた子供たち」 - 警官 役 ※山蒲栄と誤記
- ザ・カゲスター（1976年、NET）
  - 第3話「怪盗紅ヤモリ 追跡作戦!」 - 三星商事社員 役
  - 第24話「怪人バラキュラーの皆殺し作戦!」 - 酔っ払い 役
  - 第33話「オウム怪人の毒薬作戦!」 - 教師 役
- ぐるぐるメダマン 第10話「猫がお金を食べちゃった!!」（1976年、12ch） - ネコマタ 役
- 5年3組魔法組（1977年、ANB）
  - 第4話「一生一代の大ピンチ」
  - 第15話「ミコちゃんの自転車騒動!」
  - 第16話「会えるかな? あこがれの歌手!」
  - 第27話「ママなんか大嫌い!」 - 運転手 役
  - 第29話「ほんとう? 不幸の手紙」 - 床屋の客 役
- 大鉄人17（1977年、MBS）
  - 第1話「謎の鋼鉄巨人」 - 岡崎隊員 役
  - 第20話「ガンバレ兄ちゃん! 栄光の甲子園」、第21話「守れ! 熱血の甲子園」 - 立花高校野球部監督 役 ※第20話はクレジットのみ
  - 第28話「出たぞ大海獣! ネッシーの子守唄」 - カメラマン 役
- ロボット110番 第35話「人さわがせな大冒険」（1977年、ANB） - マモルの父 役
- スパイダーマン（1978年、12ch）
  - 第15話「ぼくたちの命の約束」 - 東京城南病院医師 役
  - 第28話「駅前横町の少年探偵団」 - 父親 役
- スーパー戦隊シリーズ（ANB）
  - バトルフィーバーJ（1979年）
    - 第12話「呪い殺法バラ吹雪」 - 父親 役
    - 第17話「怪物（モンスター）マシンを奪え」 - 銭湯の客（青スジ怪人） 役
    - 第33話「コサック愛に死す」 - 作業員 役

  - 電子戦隊デンジマン 第9話「死を呼ぶ怪奇電話」（1980年） - 運転手 役
  - 太陽戦隊サンバルカン 第39話「尻もちおてんば娘」（1981年） - 警官 役
  - 大戦隊ゴーグルファイブ（1982年）
    - 第18話「大人が消える日」 - 警官 役
    - 第32話「ドキッ骨ぬき人間」 - 山倉アナウンサー 役

  - 鳥人戦隊ジェットマン 第26話「僕は原始人」（1991年） - 原始人 役
  - 忍者戦隊カクレンジャー 第45話「慌てん坊サンタ」（1994年） - パパ 役
  - 激走戦隊カーレンジャー 第11話「怒りの重量オーバー」（1996年） - 銀行支店長 役
  - 星獣戦隊ギンガマン - 八百屋 役
    - 第三十六章「無敵の晴彦」（1998年）
    - 第四十四章「地球の魔獣」（1999年）
- メタルヒーローシリーズ（ANB）
  - 宇宙刑事ギャバン
    - 第27話「先生たちが変だ! 学校は怪奇がいっぱい」（1982年） - 教師 役
    - 第38話「包囲された輸送部隊 正義の太陽剣」（1983年） - 幼稚園バスの運転手 役

  - 宇宙刑事シャリバン 第30話「捨てられる子供たち 変身するママ」（1983年） - 夫 役 ※ノンクレジット
  - 巨獣特捜ジャスピオン 第24話「ご用心! 月給1億円さしあげます」（1985年） - 小麦粉を押収されるパン屋 役
  - 時空戦士スピルバン 第32話「ママをもどして! 恐怖の緑パニック」（1986年） - 花屋を打ち壊す男 役
  - 機動刑事ジバン（1989年）
    - 第8話「デコボコ! 東京モグラ地図」
    - 第13話「哀しみの少年を救え」 - バイオロン工作員 役
    - 第27話「愛するわが子は悪魔の子」 - 父親 役

  - 特警ウインスペクター（1990年）
    - 第2話「笑うラジコン弾!」 - 警備主任 役
    - 第17話「怖い宇宙の贈り物」

  - 特救指令ソルブレイン 第18話「明日へ走る自転車」（1991年） - イースト・ケミカル社長 役
  - 特捜エクシードラフト（1992年）
    - 第24話「傷だらけの迷走」 - 駐車場従業員 役
    - 第37話「復讐の暴走ロード」 - 作業員 役
    - 第46話「魔獣を飼う美少女」 - 林田誠 役

  - 特捜ロボ ジャンパーソン（1993年）
    - 第16話「熱闘ど根性ロボ」 - 怪我人 役
    - 第27話「大首領の正体!!」 - 神野啓太郎 役

  - ブルースワット（1994年）
    - 第9話「プリティガール」 - 科学者 役
    - 第17話「ズッコケ新隊員」 - 通信モニター 役

  - 重甲ビーファイター 第27話「甦るトラ刈り魂」（1995年） - 上司 役
- 東映不思議コメディーシリーズ（CX）
  - バッテンロボ丸 第23話「どうするロボ丸! 3日のいのち」（1983年） - 作業員 役
  - ペットントン 第11話「危うし! ナス夫のボーナス」（1983年）
  - どきんちょ!ネムリン 第10話「バス停くん田舎へ帰る」（1984年） - 近所の旦那 役
  - もりもりぼっくん 第23話「原始人がやってきた!」（1986年） - 歯医者 役
  - おもいっきり探偵団 覇悪怒組（1987年）
    - 第19話「怒り仮面登場!!」、第20話「怒り仮面の逆襲」 - ちょびひげ刑事 役
    - 第28話「忍者志願」
    - 第45話「落合先生を閉じ込めろ」

  - 美少女仮面ポワトリン（1990年）
    - 第4話 「ナポレオンの亡霊」 - 新井家先代の伯父様（回想） 役
    - 第25話「てんぷら屋さんの町おこし」 - 焼き肉屋 役
    - 第49話「ミステリーサークルの謎」 - 乾物屋 役

  - 不思議少女ナイルなトトメス 第15話「働かない警官」（1991年） - 洋品店の主人 役
  - 有言実行三姉妹シュシュトリアン 第4話「妖怪ヘリクツ、現わる」（1992年） - 医者 役
- 星雲仮面マシンマン 第18話「のっぺらぼうだ!」（1984年、NTV） - 酔っ払い 役
- TVオバケてれもんじゃ 第5話「高見山直伝! 強い女の子に勝つ方法」（1985年、CX） - CM出演者 役

### テレビ番組
- ベストタイム（TBS）
- こたえてちょーだい!（CX）
- ザ!世界仰天ニュース（NTV）
- 行列のできる法律相談所（NTV）
- 天才てれびくんMAX（NHK教育）
- グータンヌーボ（CX）

### Vシネマ
- 真・仮面ライダー 序章（1992年、東映ビデオ） - 視察団 役
- 大予言/復活の巨神（1992年、東映・バンダイビジュアル）
- 借王4（1998年、日活）